# Калініна Олена Олександрівна
Олена Олександрівна Калініна (нар.. 22 лютого 1978, Москва, СРСР) — російська актриса театру і кіно.

## Походження та навчання
Олена Калініна народилася в Москві в 1978 році.
У 2000 році закінчила Академію театрального мистецтва в Петербурзі, клас В. Фільштинського.

### Робота в театрі
З 2000 року — актриса Малого драматичного театру — Театру Європи. Одна з провідних актрис нового покоління трупи Льва Додіна. Популярність і визнання в Росії та світі отримала завдяки яскравим акторським роботам у виставах за п'єсами А. П. Чехова. Перший гучний успіх прийшов до акторки після виконання ролі Соні у виставі Льва Додіна «Дядя Ваня». «…Прекрасна Соня: прості, продумані інтонації, прямота, деяка суворість, ніякої солодощі і піднятих до неба очей… Ця Соня проста й горда. Давно ми не бачили тут таких чарівних молодих актрис».
У 2007 році після гастролей Малого драматичного театру в Сіднеї з виставою «Дядя Ваня» Олена Калініна номінувалася на вищу національну театральну нагороду Австралії. Наступною помітною роботою в театрі стала роль Гітель у виставі театру Притулок Комедіанта «Двоє на гойдалках» за п'єсою В. Гібсона. «По-тиціановськи рудокудра Олена Калініна (учениця Фільштинського і одна з висхідних зірок додинського МДТ) грає Гітель зразком невикорінної жертовності, істотою поетичною головним чином, прозовою в дрібницях і зворушливою у своїй лагідній війні за любов», — писала газета Коммерсантъ . Партнером актриси в цій роботі став артист Д. Воробйов.
У 2005 році їх дует був визнаний найкращим акторським ансамблем в Санкт-Петербурзі і удостоєний премії «Золотий софіт».
У 2010 році Олена Калініна зіграла Машу в додинських «Трьох сестрах». Її трактування образу чеховської Маші стало справжньою подією, перевернувши уявлення про цю ролі в чеховській п'єсі.
«Прекрасна Олена Калініна», — писали про гру Калініної в ролі Маші в Росії. На гастролях у Парижі критика була ще більш емоційна: «Маша? Ах, Маша Олени Калініної… Це палка, кипуча, істинно російська душа… Глядач починає відчувати близькість з кожним з них в цьому спектаклі, який стає все хвилююче по мірі того, як мрії руйнуються одна за одною, а в кінці лунає божевільний, дикий крик Маші при вигляді від'їзду Вершиніна, з ким вона хоча б пізнала любов. Якщо і в цей момент у вас не йокнеться в грудях, і ви не заклякнете в кріслі, то театр явно не для вас».
У лютому 2013 року зіграла головну жіночу роль в новому спектаклі Льва Додіна «Ворог народу» за п'єсою Генріка Ібсена. У соціально-політичній трактування п'єси режисером роль дружини лікаря Стокмана була серйозно скорочена, загальний малюнок мізансцен змусив актрису значну частину дії перебувати спиною до залу. Незвичні умови змусили шукати нові засоби виразності. Актрисі довелося змінити звичну манеру гри: «Мовчазна Катрін з півслова розуміє чоловіка і вміє одним поглядом висловити ставлення до подій. Незвично стримано веде цю роль палка Олена Калініна, лише зрідка дозволяючи собі іронічну репліку або різкий жест», — писала у своїй рецензії на виставу авторитетний театральний критик Є. С. Алексєєва. Актриса зуміла вибудувати образ, що запам'ятовується, що став невід'ємною частиною акторського ансамблю постановки: «Точна робота Олени Калініної (дружина Стокмана)… Актриса внутрішньо проживає кожну мить, за яким читається її життя: дружини, створює не тільки сімейний затишок, але яка є опорою сім'ї», — зазначав рецензент «Незалежної газети».
У 2014 році О. Калініна різко змінює свою кар'єру. Вона залишила трупу Малого драматичного театру (МДТ). Актриса бере активну участь у театральних проектах режисера Андрія Жолдака. Обидві вистави Жолдака, поставлені в 2013—2015 роках у Санкт-Петербурзі, — за її участі. У 2015 за головну роль у спектаклі «Мадам Боварі» актриса номінувалася на Національну премію «Золота маска». Влітку того ж року в БДТ імені Г. О. Товстоногова відбулася прем'єра вистави «Zholdak Dreams» за мотивами п'єси К. Гольдоні «Слуга двох панів», де О. Калініна зіграла роль Беатріче.

## Особисте життя
Живе в Санкт-Петербурзі. Чоловік — артист Малого драматичного театру — Театру Європи Павло Грязнов.
Є син Ярослав.

## Театральні роботи

### Малий драматичний театр— Театр Європи
- 2002 Галя — «Московський хор» Л.Петрушевської. Режисер Ігор Коняєв
- 2002 Сірник Пробкіна — alter ego — «Клаустрофобія» Сценічна композиція за творами Володимира Сорокіна, Венедикта Єрофєєва, Людмили Улицької і Марка Харитонова. Постановка Л. А. Додіна
- 2003 Соня — «Дядя Ваня» А. П. Чехова. Постановка Л. А. Додіна
- 2004 Софія Олександрівна — «Чевенгур» п'єса Олега Сенатова за мотивами роману А. Платонова. Постановка Л. А. Додіна
- 2005 Грекова — «П'єса без назви» А. П. Чехова. Постановка Л. А. Додіна
- 2005 Дар'я Павлівна — «Біси» Ф.Достоєвського. Постановка Л. А. Додіна
- 2006 Регана — «Король Лір» В. Шекспіра. Постановка Л. А. Додіна
- 2008 Ганна Пряслина — «Брати і сестри» Ф.Абрамов. Постановка Л. А. Додіна
- 2010 Маша — «Три сестри» А. П. Чехова. Постановка Л. А. Додіна
- 2011 Зіна — «Портрет з дощем» О. Володін. Постановка Л. А. Додіна
- 2013 Катрін Стокман — «Ворог народу» Г.Ібсен. Постановка Л. А. Додіна

### Театр " Притулок комедіанта
- 2000 Орія — «Венеційка» Режисер М. Груздєв
- 2004 Гитель — «Двоє на гойдалках» У. Гібсона. Постановка В. М. Фільштинського
- 2012 Лаура — «Канкун» Ж. Гальсерана. Постановка Явора Гирдєва (Болгарія)
- 2015 Графиня Розіна — «Одруження Фігаро» П.-О. Бомарше. Постановка Василя Сеніна
- 2016 Елейн Мацоні, Боббі Мітчел, Женет Фішер, Тельма Кешмен — «Останній палкий закоханий». Постановка Павла Грязнова
- 2017 Ніна — «З вечора до полудня». Постановка Марфи Горвиць

### Санкт-Петербурзький театр «Російська антреприза» імені Андрія Миронова
- 2013 Емма Боварі — «Мадам Боварі» Режисер Андрій Жолдак
- 2016 Поліна — Фальшива монета. Режисер Юрій Цуркану
- 2017 Леканіда — Войовниця. Режисер Антон Яковлєв

### Академічний Великий драматичний театр імені Г.А.Товстоногова
- 2015 Беатріче — «ZHOLDAK DREAMS: викрадачі почуттів» Спектакль Андрія Жолдака

Александринський театр
- 2016 Ольга — По той бік завіси. Вистава Андрія Жолдака

### Михайлівський театр
- 2015 — «Цар Борис» Музичний керівник і диригент Володимир Юровський
- 2018 — «Іоланта». Режисер — Андрій Жолдак

Театр Karlsson Haus
2017 — Блаженний острів. Режисер Євген Ібрагімов

## Призи та нагороди
- Лауреат Вищої петербурзької театральної премії «Золотий софіт» (2003). Спеціальний приз журі за виконання ролі Соні у виставі «Дядя Ваня»
- Лауреат Вищої петербурзької театральної премії «Золотий софіт» (2005). В номінації «Найкращий акторський ансамбль» (вистава «Двоє на гойдалках», театр " Притулок комедіанта)[9]
- Диплом кінофоруму «Золотий Витязь» (2005). За найкращу головну жіночу роль (Сіма) кінокартина Червоне небо. Чорний сніг.
- Лауреат XII російського кінофестивалю «Література і кіно» (2006). Найкраща жіноча роль (Сіма) кінофільм Червоне небо. Чорний сніг
- Лауреат незалежної молодіжної премії «Тріумф»(2008). За найвищі досягнення в галузі культури та мистецтва[10]
- Приз глядацьких симпатій — 2010 Санкт-Петербурзького товариства «Театрал». За виконання ролі Маші у виставі «Три сестри».

## Фільмографія
- 2004 — Червоне небо. Чорний сніг — Сіма Краєва — головна роль; реж. В. Г. Городніков. (Диплом "кінофоруму « Золотий Витязь» за найкращу головну жіночу роль 2005 р. Приз за найкращу жіночу роль на кінофестивалі в м. Гатчина 2006 р.)
- 2007 — Щастя моє — Аля ; реж С. Титаренко.
- 2008 — Ливарний, 4 — Ірина ; реж. О. Астраханцев
- 2009 — Шлюбний контракт — Наташа ; реж А. Чорних
- 2009 — Історія зечки (Жити спочатку) — Зубстантів ; реж. В. Бутурлін
- 2009 — Шпильки — Люда ; реж. О. Коршунов.
- 2009 — Шлюбний контракт — Наталка; реж. А. Чорних
- 2009 — Ніхто не прийде назад — Іоланта ; реж. Д. Долінін.
- 2011 — Суходіл — Тоня — головна роль; реж. О. Стріляна.
- 2011 — Пристави — Марія ; реж. В. Бурлов, С .Бубнова
- 2011 — Прянички — Аня ; реж. П. Шерешевський
- 2013 — Час Синдбада — Саліма; реж. О. Кандидатова
- 2014 — Григорій Р. — дружина Симановича; А. Малюков
- 2017 — Гра у фантазію (документальний фільм), реж. Ксенія Дегтярьова